# Тоннель памяти Антона Андерсона
Anton Anderson Memorial Tunnel — тоннель через гору Майнард в штате Аляска, США. Он связывает Сьюард (шоссе), идущее от Анкориджа до города Уиттиер (Аляска).
Является самым длинным железнодорожно-автомобильным тоннелем в Северной Америке. Строительство тоннеля было завершено в 1943 году.
Протяжённость тоннеля составляет 2,5 мили. Въезд и выезд оборудованы специальными лавинозащитными порталами, чтобы защитить их от засыпания снегом. Режим работы разделяется на летний и зимний. Летний режим работы; ежедневно с 1 мая по 30 сентября с 5:30 утра до 11:15 вечера, каждые 15 минут направление движения меняется. Зимний режим работы; ежедневно с 1 октября по 30 апреля с 7:00 утра до 10:45 вечера, также каждые 15 минут направление меняется. Максимальная длина транспортного средства должна составлять не более 75 футов ≈ 23 метра, максимальная ширина не более 14 футов ≈ 4,3 метра. Проезд платный — от 12 до 300 долларов, в зависимости от класса автомобиля.
Тоннель назван в честь главного инженера Железной дороги Аляски — Антона Андерсона.